# Rhytisma americanum
Espèce
 Rhytisma americanum  est une espèce de champignons ascomycètes pathogènes. On le trouve en Amérique du Nord sur les feuilles de l'érable rouge (Acer rubrum), l'érable à sucre (Acer saccharum), l'érable argenté (Acer saccharinum) et l'érable à épis (Acer spicatum), sur lesquelles il forme des taches noires nommées «taches goudronneuses» (tar spots en anglais). Il ne faut pas le confondre avec R. acerinum, que l'on trouve sur les espèces européennes d'érables et qui présente des différences morphologiques.

## Histoire
L'espèce Rhytisma americanum fut nommée et décrite en 1998 par Hudler et collaborateurs. Avant cette publication, R. acerinum était officiellement la seule espèce à causer des taches goudronneuses sur les feuilles des érables en Amérique du Nord. Toutefois, quelques auteurs avaient noté des irrégularités entre la description de R. acerinum et ce qu'ils avaient observé sur certaines feuilles d'érables,, de même qu'entre des cultures sur boîte de Petri.

## Description
Une infection par R. americanum se caractérise premièrement par une tache vert jaunâtre de forme ovale ou irrégulière apparaissant au début de l'été. Il n'y a qu'un seul stroma par tache, mesurant 1-2 mm de diamètre 2 à 4 semaines après l'infection. Avec le temps, la tache grandit (jusqu'à 7 mm de diamètre), fait bomber la surface couverte de la feuille et noircit. On peut y voir des apothécies allongées et tordues, formant des sillons. Lorsqu'elles sont mouillées, elles s'ouvrent sur toute leur longueur,.
En comparaison, R. acerinum possède des stroma plus petits, mesurant initialement 0,5-1 mm de diamètre et conservant une forme ponctuelle.

## Écologie

### Espèces hôtes
R. americanum se développe en Amérique du Nord sur les feuilles d'espèces indigènes d'érable: l'érable rouge (Acer rubrum), l'érable à sucre (Acer saccharum), l'érable argenté (Acer saccharinum) et l'érable à épis (Acer spicatum),.
R. americanum, comme R. acerinum d'ailleurs, n'entraîne généralement pas la chute prématurée des feuilles. Il n'est donc pas, la plupart du temps, une menace à la santé de ses hôtes et n'en affecte que l'apparence.

### Reproduction
Les spores infectent les jeunes feuilles vers le début de l'été et y forment des colonies. Tout au long de l'été, ces dernières croissent et forment de nouveaux spores à l'intérieur des apothécies. À l'automne, les feuilles tombent et le champignon hiverne à leur surface, sans libérer ses spores. Ce n'est qu'au printemps que celles-ci sont libérées, alors que les apothécies s'ouvrent sous l'action de divers facteurs, dont l'humidité. Les spores disséminées s'envolent vers de jeunes feuilles à coloniser et le cycle recommence.